# Муравера
Муравера (итал. Muravera) — коммуна в Италии, располагается в регионе Сардиния, подчиняется административному центру Кальяри.
Население составляет 4650 человек, плотность населения составляет 49,1 чел./км². Занимает площадь 94,7 км². Почтовый индекс — 9043. Телефонный код — 070.
Покровителем населённого пункта считается святитель Николай Чудотворец. Его праздник ежегодно празднуется 6 декабря.

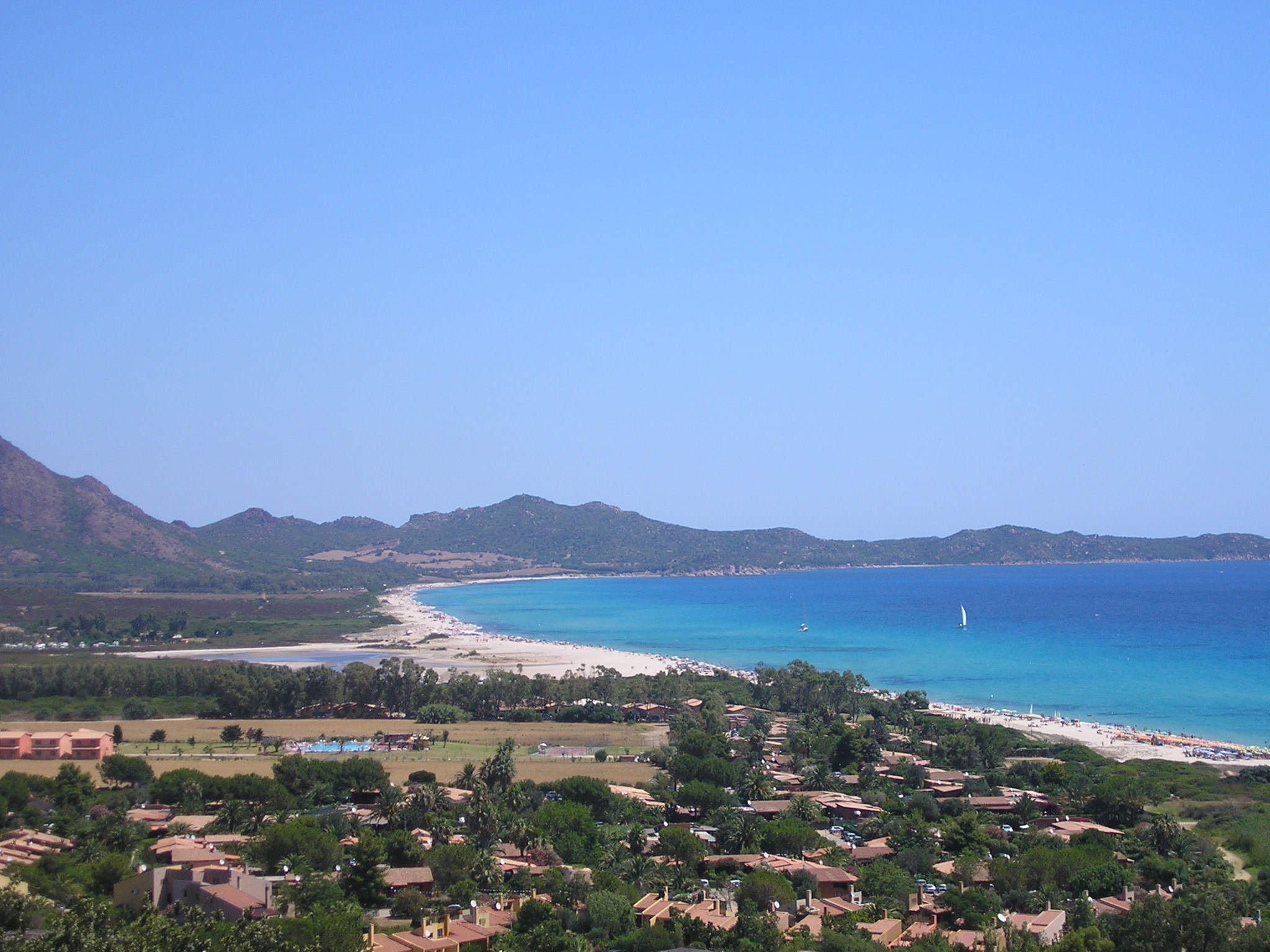
Костарей панорама

Муравера является важным центром Сарабуса (юго-восток Сардинии) и известна как зона производства цитрусовых. Помимо города Мураверы (исторического населённого центра), большая часть территории коммуны простирается на юг, где располагаются всемирно известные пляжи. Пляжи начинаются от места впадения в море реки Флюмендоза (Flumendosa), где находится дикий пляж с крутым галечным берегом (больше подходящий для ловли рыбы). Далее расположены песчаные пляжи Сан Джованни (San Giovanni), пляж Салине (Saline, с него открывается вид на испанскую сторожевую башню Torre delle saline) и, наконец, Колострай, на подъезде к которому можно увидеть фламинго. Заканчивается пляж скалами Каппо Ферато (Capo Ferrato) — это утёс из древних трахитовых камней с маяком, названный так в честь горы цвета ржавого железа. Далее на юг на 8 км протянулся самый известный белопесчаный пляж и курортная туристическая часть Мураверы Коста Рей (Costa Rei).